# Castle & Castle
Castle and Castle es una serie de televisión web nigeriana distribuida por Netflix. Creada por Mo Abudu y Heidi Uys, se trata de la primera serie de drama legal de Nigeria y de África, la cual presenta la historia de una familia de abogados caracterizada por el amor, el drama y la traición.
Rodada en Lagos, fue lanzada el 1 de julio de 2018 en Ebonylife ON. Está protagonizada por Richard Mofe-Damijo, Dakore Akande, Deyemi Okanlawon y Daniel Etim Effiong. Tras su estreno recibió buenas calificaciones de la audiencia. A inicios de 2020 se confirmó que Netflix había adquirido los derechos de la serie, y encargado una nueva temporada. La misma fue estrenada el 15 de septiembre de 2021 en dicha plataforma, y contó con la incorporarción de Bisola Aiyeola, Bimbo Ademoye, Mimi Chaka, y Elozonam Ogbolu al elenco.

## Sinopsis
La serie gira en torno a la familia de abogados Castle, que dirige un exitoso bufete de Lagos, cuando Tega (Richard Mofe-Damijo) y Remi (Dakore Egbuson-Akande) se encuentran defendiendo intereses distintos en el sistema judicial, lo que tiene un efecto adverso en su matrimonio, así como repercusión en otros miembros de la familia. La historia presenta amor, traición, confianza y tantos altibajos a lo largo del proceso. 

## Episodios
| Temporada | Temporada | Episodios | Lanzamiento original     |
| --------- | --------- | --------- | ------------------------ |
|           | 1         | 13        | 1 de julio de 2018       |
|           | 2         | 6         | 15 de septiembre de 2021 |

## Reparto
- Richard Mofe-Damijo como Tega Castle
- Dakore Egbuson-Akande como Remi Castle
- Jude Chukwuka como Captain
- Bimbo Manuel como Duke Castle
- Deyemi Okanlawon como Kwabena Mills
- Eku Edewor como Nneka
- Denola Gray como Ben Castle
- Patrick Doyle como Otunba